# Youri Chassin
Youri Chassin là một chính khách người Canada, người được bầu vào Quốc hội Quebec trong cuộc bầu cử cấp tỉnh năm 2018. Ông đại diện cho khu vực bầu cử của Saint-Jérôme với tư cách là thành viên của Coalition Avenir Québec.
Chassin làm việc với tư cách là nhà nghiên cứu và nhà kinh tế tại Viện kinh tế Montreal, vào tháng 11 năm 2010 đến tháng 3 năm 2017. Trước đó, ông là nhà phân tích kinh tế tại Hội đồng lao động Quebec (CPQ) và là nhà kinh tế tại Trung tâm nghiên cứu và phân tích đa dạng về các tổ chức (CIRANO). Sự quan tâm của ông đối với các vấn đề chính sách công trở lại thời đại học của ông, trong đó ông hợp tác với Liên đoàn sinh viên đại học Quebec (FEUQ), với Conseil Permanent de la jeunesse và với Force Jeunesse.
Ông là người đồng tính công khai.